# وینسنت اری
وینسنت اری (انگلیسی: Vincent Eri؛ زاده ۱۲ سپتامبر ۱۹۳۶ – درگذشته ۲۵ مهٔ ۱۹۹۳) سیاست‌مدار اهل پاپوآ گینه نو بود. وی از ۲۷ فوریه ۱۹۹۰ تا ۴ اکتبر ۱۹۹۱ فرماندار کل پاپوآ گینه نو بود.
وینسنت اری در ۲۵ مه ۱۹۹۳، در سن ۵۶ سالگی درگذشت.